# Горње Лесковице
Горње Лесковице је насељено место града Ваљева у Колубарском округу. Према попису из 2022. било је 245 становника.
У селу је подигнута спомен-биста војнику Стојадину Мирковићу (1972–1991) који је погинуо у Бјеловару.

## Демографија
У насељу Горње Лесковице живи 387 пунолетних становника, а просечна старост становништва износи 43,6 година (41,1 код мушкараца и 46,3 код жена). У насељу има 155 домаћинстава, а просечан број чланова по домаћинству је 2,99.
Ово насеље је великим делом насељено Србима (према попису из 2002. године), а у последња три пописа, примећен је пад у броју становника.
|  |

| Демографија | Демографија | Демографија |
| Година      | Становника  | Становника  |
| ----------- | ----------- | ----------- |
| 1948.       | 1.238       |             |
| 1953.       | 1.249       |             |
| 1961.       | 1.119       |             |
| 1971.       | 912         |             |
| 1981.       | 731         |             |
| 1991.       | 589         | 588         |
| 2002.       | 463         | 468         |

| Етнички састав према попису из 2002.‍ | Етнички састав према попису из 2002.‍ | Етнички састав према попису из 2002.‍ | Етнички састав према попису из 2002.‍ | Етнички састав према попису из 2002.‍ |
| ------------------------------------ | ------------------------------------ | ------------------------------------ | ------------------------------------ | ------------------------------------ |
|                                      |                                      |                                      |                                      |                                      |
| Срби                                 | Срби                                 |                                      | 462                                  | 99,78%                               |
| непознато                            | непознато                            |                                      | 1                                    | 0,21%                                |

| Година пописа     | 1948. | 1953. | 1961. | 1971. | 1981. | 1991. | 2002. |
| ----------------- | ----- | ----- | ----- | ----- | ----- | ----- | ----- |
| Број домаћинстава | 210   | 221   | 220   | 212   | 205   | 195   | 155   |

| Број чланова      | 1  | 2  | 3  | 4  | 5  | 6  | 7 | 8 | 9 | 10 и више | Просек |
| ----------------- | -- | -- | -- | -- | -- | -- | - | - | - | --------- | ------ |
| Број домаћинстава | 48 | 39 | 15 | 15 | 15 | 11 | 8 | 2 | 1 | 1         | 2,99   |

| Пол    | Укупно | Неожењен/Неудата | Ожењен/Удата | Удовац/Удовица | Разведен/Разведена | Непознато |
| ------ | ------ | ---------------- | ------------ | -------------- | ------------------ | --------- |
| Мушки  | 208    | 70               | 115          | 22             | 1                  | 0         |
| Женски | 192    | 21               | 112          | 57             | 0                  | 2         |
| УКУПНО | 400    | 91               | 227          | 79             | 1                  | 2         |

| Пол    | Укупно                    | Пољопривреда, лов и шумарство | Рибарство                            | Вађење руде и камена | Прерађивачка индустрија       |
| ------ | ------------------------- | ----------------------------- | ------------------------------------ | -------------------- | ----------------------------- |
| Мушки  | 129                       | 63                            | 0                                    | 0                    | 7                             |
| Женски | 51                        | 44                            | 0                                    | 0                    | 5                             |
| УКУПНО | 180                       | 107                           | 0                                    | 0                    | 12                            |
| Пол    | Производња и снабдевање   | Грађевинарство                | Трговина                             | Хотели и ресторани   | Саобраћај, складиштење и везе |
| Мушки  | 3                         | 13                            | 4                                    | 0                    | 31                            |
| Женски | 0                         | 0                             | 0                                    | 1                    | 0                             |
| УКУПНО | 3                         | 13                            | 4                                    | 1                    | 31                            |
| Пол    | Финансијско посредовање   | Некретнине                    | Државна управа и одбрана             | Образовање           | Здравствени и социјални рад   |
| Мушки  | 0                         | 5                             | 2                                    | 0                    | 0                             |
| Женски | 0                         | 0                             | 0                                    | 1                    | 0                             |
| УКУПНО | 0                         | 5                             | 2                                    | 1                    | 0                             |
| Пол    | Остале услужне активности | Приватна домаћинства          | Екстериторијалне организације и тела | Непознато            | Непознато                     |
| Мушки  | 0                         | 0                             | 0                                    | 1                    | 1                             |
| Женски | 0                         | 0                             | 0                                    | 0                    | 0                             |
| УКУПНО | 0                         | 0                             | 0                                    | 1                    | 1                             |

## Галерија
- Панорама села
- Панорама села
- Панорама села
- Центар села
- Црква
- Школа
- Спомен-бисте Милошу Марковићу и Стојадину Мирковићу
- Црква Светог Великомученика Георгија на Краљевом брду.
- Црква Светог Великомученика Георгија на Краљевом брду.
- Црква Светог Великомученика Георгија на Краљевом брду.
- Црква Светог Великомученика Георгија на Краљевом брду.
- Горње Лесковице.
- Панорама Горњих Лесковица.
- Панорама Горњих Лесковица.
- Горње Лесковице.